# 許慎
許慎（1世纪约58年或30年—2世纪约147年或121年），字叔重，東漢汝南召陵（现属河南省漯河市召陵区）人，是漢代经学家、文字學家、语言学家，是中國文字學的開拓者，被譽為「字聖」。许慎著有《說文解字》。他另著有《五經異義》、《淮南鴻烈解詁》等书，已失传。清人陳壽祺著有《五經異義疏証》。

## 家世
許慎是炎帝神農氏的後裔。炎帝有後代縉雲氏，縉雲氏之後有共工氏。共工氏從孫太岳因治水有功被封候，世稱「呂侯」。呂候的後裔文叔在周朝初年被封於許地（今河南省許昌市東約18公里）。文叔以其所封之地為姓。其後，許國多次遷移，在公元前524年定居於容城（今河南省魯山縣東南大約15公里處）。至戰國初年，許國被楚國所滅。許國被滅之後，幸存下來的許氏家族遷向汝南汝水之濱的召陵。許慎即屬此一支。

## 生平

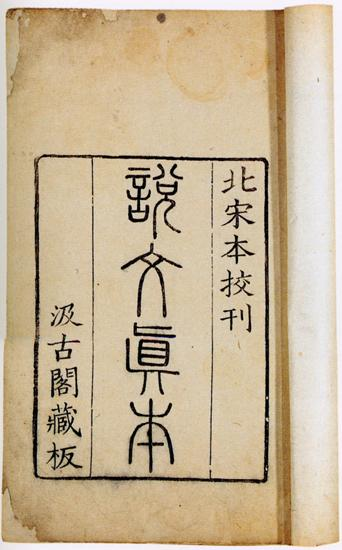
《说文解字》

學界主流認為，許慎出生於汝南召陵縣萬歲里。許慎的生平見記於南朝宋的范曄《後漢書·許慎傳》，但只有85字，相當簡略。許慎曾担任太尉府祭酒，师从經學學者贾逵，為馬融所推崇，時人稱「五經無雙許叔重」。他於公元100年（東漢和帝永元十一年）起，始作《說文解字》。历经21年，於建光元年（121年）著成的《說文解字》，是中國首部字典，它收單字九千三百五十有三（9353）；重文一千一百六十有三（1163），分於五百四十部，归纳出了汉字五百四十个部首。許慎病重之時，遣子許沖獻書於漢安帝。許慎去世後，葬於郾城縣姬石鄉許莊村東。墓髙十有五尺，徑四十有八尺。鄉人傳曰：“日動一釐，夜長三尺。”

## 後世紀念
清朝時每年縣令、學官會到許夫子墓前致祭，行一跪三叩禮；康熙四十六年（1707年），郾城縣知縣溫德裕立“孝廉許公之墓”碑；光緒年間，郾城知縣王風森立「許夫子從祀文廟碑」。
1985年，許慎研究會第一次會議時，立「重修許慎墓碑記」。

## 延伸阅读
[在维基数据编辑]
 在维基文库阅读此作者作品（ 在维基共享资源阅览影像）
 《後漢書·卷79下》，出自范晔《後漢書》